# Olinda
Olinda, amtlich Município de Olinda (aus dem Portugiesischen Ó linda, „O wie schön“) im Bundesstaat Pernambuco ist eine der ältesten Städte Brasiliens. Das Juwel barocker Architektur ist bis heute ein Spiegelbild der europäischen Kultur des 17. und 18. Jahrhunderts und ist seit 1982 UNESCO-Welterbe.

## Geschichte
Die 1535 durch Duarte Coelho Pereira, dem Sohn Gonçalo Coelhos, gegründete Siedlung wurde am 12. März 1537 zur Stadt erhoben. Durch die Niederlassung von Karmelitern (1580), Jesuiten (1583), Franziskanern (1585) und Benediktinern (1586) gewann Olinda stetig an Bedeutung für die katholische Kirche. Am 15. Juli 1614 wurde die Territorialprälatur Pernambuco mit Verwaltungssitz in Olinda eingerichtet. Mit der Erhebung der Prälatur zum Bistum Olinda wurde die Stadt 1676 Bischofssitz.
Am 16. Februar 1630 nahmen holländische Truppen die Stadt ein und eroberten in der Folge ganz Pernambuco, das Teil von Niederländisch-Brasilien wurde. An Stelle Olindas wählten die Holländer jedoch einen nahen Handelsstützpunkt wegen seiner strategisch günstigen Lage auf geschützten Inseln gelegen zum neuen Verwaltungssitz; aus dieser bald Maurisstad genannten Siedlung entwickelte sich das heutige Recife.
Am 24. November 1631 wurden große Teile von Olinda durch ein Feuer zerstört.
Nach der Rückeroberung Pernambucos durch die Portugiesen im Jahre 1654 wurde der Verwaltungssitz wieder nach Olinda verlegt, doch mit der Zeit büßte die Stadt ihre Bedeutung immer mehr zu Gunsten Recifes ein; 1837 ging die Rolle als Hauptstadt endgültig verloren.
Abgesehen von seiner Schönheit ist Olinda eines der kulturellen Zentren Brasiliens. Bekannt ist Olinda für seinen bunten Straßenkarneval. Im Dom von Olinda befindet sich das Grab von Hélder Câmara.

## Sehenswürdigkeiten
- Kathedrale von Olinda
- Igreja da Misericórdia
- Mosteiro de São Bento, Basilica minor
- Museum für zeitgenössische Kunst im alten Gefängnis
- Igreja e Mosteiro de Nossa Senhora do Monte der Missions-Benediktinerinnen
- Museum Mamelungo (Brasiliens erstes Puppenmuseum)

## Städtepartnerschaft
- Colonia del Sacramento in Uruguay ist seit 2013 Partnerstadt von Olinda[6]
- Serpa in Portugal ist seit 2003 Partnerstadt von Olinda[7]

## Söhne und Töchter der Stadt
- Quincas Laranjeiras (1873–1935), Gitarrist und Komponist
- Gentil Diniz Barreto (1910–1988), römisch-katholischer Geistlicher, Bischof von Mossoró
- Silvério Jarbas Paulo de Albuquerque OFM (1917–2013), römisch-katholischer Ordensgeistlicher und Bischof von Feira de Santana
- Mário Gibson Alves Barboza (1918–2007), Diplomat und Außenminister
- Janira Martins Costa (1941–2018), Entomologin, Hochschullehrerin und ehemalige Direktorin des brasilianischen Nationalmuseums
- Sílvio Tasso Lasalvia, genannt „Bita“ (1942–1992), Fußballspieler
- Erasto Vasconcelos (1947–2016), Jazzperkussionist und -komponist
- Givanildo Oliveira (* 1948), Fußballspieler und -trainer
- Chico Science (1966–1997), Musiker
- Gesiel José de Lima (* 1968), Fußballspieler
- Cléber Santana (1981–2016), Fußballspieler
- Taciana Cesar (* 1983), brasilianisch-guinea-bissauische Judoka
- Renata Arruda (* 1999), Handballspielerin
- Kaio Jorge (* 2002), Fußballspieler